# Ołeksandra Miłenko
Ołeksandra Jurijiwna Miłenko (ukr. Олександра Юріївна Міленко; ur. 29 czerwca 1999 w Białej Cerkwi) – ukraińska siatkarka, reprezentantka kraju, grająca na pozycji przyjmującej.
Gra w siatkówkę od 8 roku życia.
Jej mężem jest ukraiński siatkarz Jewhenij Kisiluk

## Przebieg kariery
| Lata                   | Klub                    |
| ---------------------- | ----------------------- |
| 2017–2020              | WK Hałyczanka Tarnopol  |
| 2020–2022 (do 02.2022) | Siewieranka Czerepowiec |
| 2022–2023              | WK Prometej Dnipro      |
| 2023–                  | Nilüfer Belediyespor    |

## Sukcesy klubowe
Liga ukraińska:
- 2018

## Sukcesy reprezentacyjne
Liga Europejska:
- 2023[10], 2025[11]